# Pesje
Pesje este o localitate din comuna Krško, Slovenia, cu o populație de 76 de locuitori.